# Gáldar

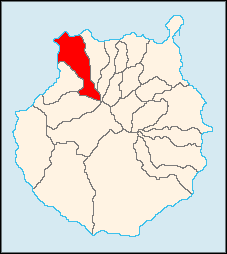
Localização de Gáldar

Gáldar é um município da Espanha na província de Las Palmas, comunidade autónoma das Canárias. Tem 61,6 km² de área e em 2021 tinha 24 455 habitantes (densidade: 397 hab./km²).
, de área 61,59 km² com população de 23776 habitantes (2007) e densidade populacional de 371,08 hab/km².

## Demografia
| Variação demográfica do município entre 1991 e 2004 | Variação demográfica do município entre 1991 e 2004 | Variação demográfica do município entre 1991 e 2004 | Variação demográfica do município entre 1991 e 2004 |
| --------------------------------------------------- | --------------------------------------------------- | --------------------------------------------------- | --------------------------------------------------- |
| 1991                                                | 1996                                                | 2001                                                | 2004                                                |
| 20656                                               | 21704                                               | 22154                                               | 22992                                               |

|                         | Norte: Oceano Atlântico   |                                            |
| Oeste: Oceano Atlântico | San Bartolomé de Tirajana | Leste: Santa María de Guía de Gran Canaria |
| Suloeste: Agaete        | Sul: Artenara             |                                            |